# Kaszahara Takasi
Kaszahara Takasi (1918. március 26. –) japán válogatott labdarúgó.

## Pályafutása
1940. június 16-án, amikor a Keio Egyetem hallgatója volt, mutatkozott be a japán válogatottban a  Fülöp-szigetek ellen, és Japán megnyerte a mérkőzést. Ez a találkozó volt az első az 1936-os nyári olimpia óta, és az egyetlen mérkőzése Japánnak az 1940-es években.
A japán válogatottban 1 mérkőzésen szerepelt.

## Statisztika
| Japán válogatott | Japán válogatott | Japán válogatott |
| Időszak          | Mérk.            | gól              |
| ---------------- | ---------------- | ---------------- |
| 1940             | 1                | 0                |
| Összesen         | 1                | 0                |